# Resolución 1383 del Consejo de Seguridad de las Naciones Unidas
La resolución 1383 del Consejo de Seguridad de las Naciones Unidas, adoptada por unanimidad el 6 de diciembre de 2001, tras reafirmar todas las resoluciones sobre la situación en el Afganistán, en particular la Resolución 1378 (2001), el Consejo hizo suyo el Acuerdo de Bonn firmado el día anterior relativo al período de transición en el país tras la invasión estadounidense y anterior al establecimiento de instituciones permanentes. 
En el preámbulo de la resolución, el Consejo destacó el derecho del pueblo afgano a determinar su propio futuro político y estaba decidido a ayudar al pueblo afgano a poner fin a los conflictos en el país y a la utilización de su territorio como base para el terrorismo, y a promover la paz, la estabilidad y el respeto de los derechos humanos.  Señaló que las disposiciones provisionales del Acuerdo de Bonn eran la base para el establecimiento de un gobierno representativo en términos de género y etnicidad . 
En la resolución se aprobó el Acuerdo de Bonn y se instó a todos los grupos afganos a aplicar plenamente el acuerdo con la cooperación de la Autoridad Provisional Afgana que debía asumir su cargo el 22 de diciembre de 2001.  El Consejo declaró su voluntad de adoptar nuevas medidas para apoyar a las instituciones provisionales basándose en un informe del Secretario General Kofi Annan . Se pidió a las partes afganas que permitieran el acceso sin obstáculos a las organizaciones humanitarias.
Por último, se pidió a todos los donantes que, mediante la cooperación con el Representante Especial Lakhdar Brahimi y los organismos de las Naciones Unidas, ayudaran a la rehabilitación, recuperación y reconstrucción del Afganistán. 